# Барикада
Барикада (от на френски: barriques) укрепление, построено на удобно място на улици, площади и др. Изработват се от железни профили (обикновено – Н-образни), бодлива тел, чували с пясък, каменни блокове и др. Понякога се изграждат с подръчни средства и материали: мебели, дъски, обърнати превозни средства, камъни и др., с цел да бъде преграда, възпрепятстваща преминаването на войски, полицейски части и др.